# Scleronema micranthum
Scleronema micranthum ist ein Baum in der Familie der Malvengewächse aus dem nördlichen Brasilien, Venezuela, Kolumbien und Peru.

## Beschreibung
Scleronema micranthum wächst als Baum bis 35 Meter hoch. Der Stammdurchmesser erreicht bis zu 60 Zentimeter.
Die einfachen, ledrigen Laubblätter sind kurz gestielt. Der bräunlich behaarte Blattstiel ist 2–4 Zentimeter lang. Sie sind ganzrandig, eiförmig bis verkehrt-eiförmig oder elliptisch und etwa 6–14 Zentimeter lang und abgerundet bis spitz, bespitzt. Die Blätter sind oberseits kahl und glänzend sowie unterseits vor allem auf den Adern behaart. Die Nervatur ist (fast) dreizählig. Es sind Nebenblätter vorhanden.
Die Blüten erscheinen einzeln oder in kleinen Büscheln in den Blattachseln. Die gestielten, kleinen Blüten sind mit doppelter Blütenhülle. Der kleine, becherförmige Kelch ist dreizipflig und außen bräunlich und innen weißlich behaart. Die ausladenden, etwa 1 Zentimeter langen, länglichen, leicht bewimperten 5 Petalen sind weiß-gelblich. Die 20–25 weiß-gelblichen Staubblätter sind im unteren Teil röhrig verwachsen. Der mehrkammerige, behaarte Fruchtknoten ist oberständig mit langem Griffel mit zwei sehr kurzen Ästen.
Es werden rundliche und fünfteilige, nicht öffnende, anfänglich bräunlich behaarte, etwa 5–8 Zentimeter große, leicht rippige und höckrige, sowie kurz bespitzte, dickschalige, porös-steifledrige Kapselfrüchte gebildet. Sie enthalten oft nur einen und seltener bis zu drei Samen.

## Taxonomie
Die Erstbeschreibung des Basionyms Catostemma micranthum erfolgte 1930 durch Adolpho Ducke in Arch. Jard. Bot. Rio de Janeiro 5: 164. Die Umteilung in die Gattung Scleronema erfolgte 1937 ebenfalls durch Adolpho Ducke in Trop. Woods 50: 37.

## Verwendung
Das mittelschwere Holz ist nicht beständig, es ist bekannt als Cardeiro.